# Бехинє
Бехинє (чеськ. Bechyně, нім. Bechin) — курортне місто у Чехії, в окрузі Табор Південночеського краю. Розташоване на річці Лужніце за 19 кілометрів на південний захід від міста Табор.

## Історія
Під час реконструкції міської площі в 2011 археологами були виявлені численні сліди кельтського поселення I століття до н. е.
У IX столітті на місці Бехинє існувало слов'янське городище (згідно з Чеською хронікою воно було одним з найважливіших адміністративних центрів Чехії того періоду).
До 993 відноситься перша письмова згадка про поселення на місці Бехинє, що перебувало у володінні празького єпископа і було резиденцією архідиякона Бехинськой церковної провінції.
У 1268 спорожніле село купив у єпископа король Пршемисл Отокар II, який заклав тут кам'яний Бехинський замок на місці старого городища.
У 1323 біля підніжжя замку король Ян Люксембурзький заклав місто Бехинє, а в 1340 подарував місто панам із Штернберка.

## Пам'ятки
- Центром міста є площа Томаша Гарріга Масарика з церквою, монастирем і замком.
- замок Бехинє – початково твердиня епохи Пржемисловичів, побудована у другій половині XIII століття. Сучасний вигляд замку є результатом плідної праці Петра Вока з Рожмберка, останнього владаржа роду Рожмберків.
- арочний міст над р. Лужніце
- собор Святого Матвія
- Бехинський монастир францисканців і костел Вознесіння Діви Марії, відновлені в XV столітті після гуситських воєн.

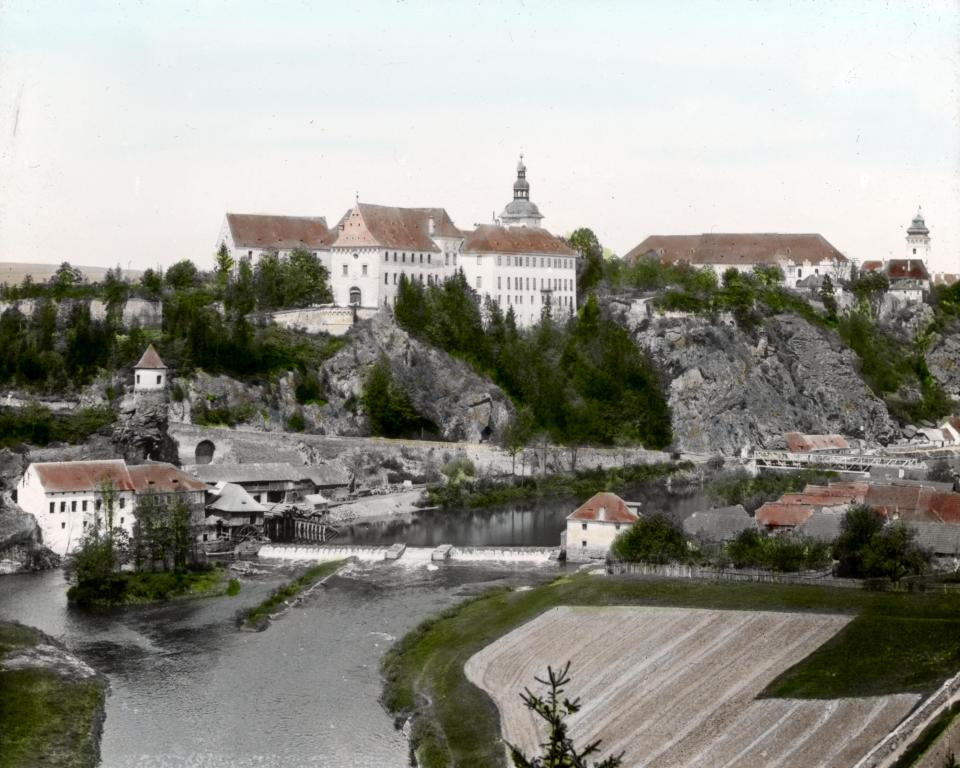
У центрі Бехинє
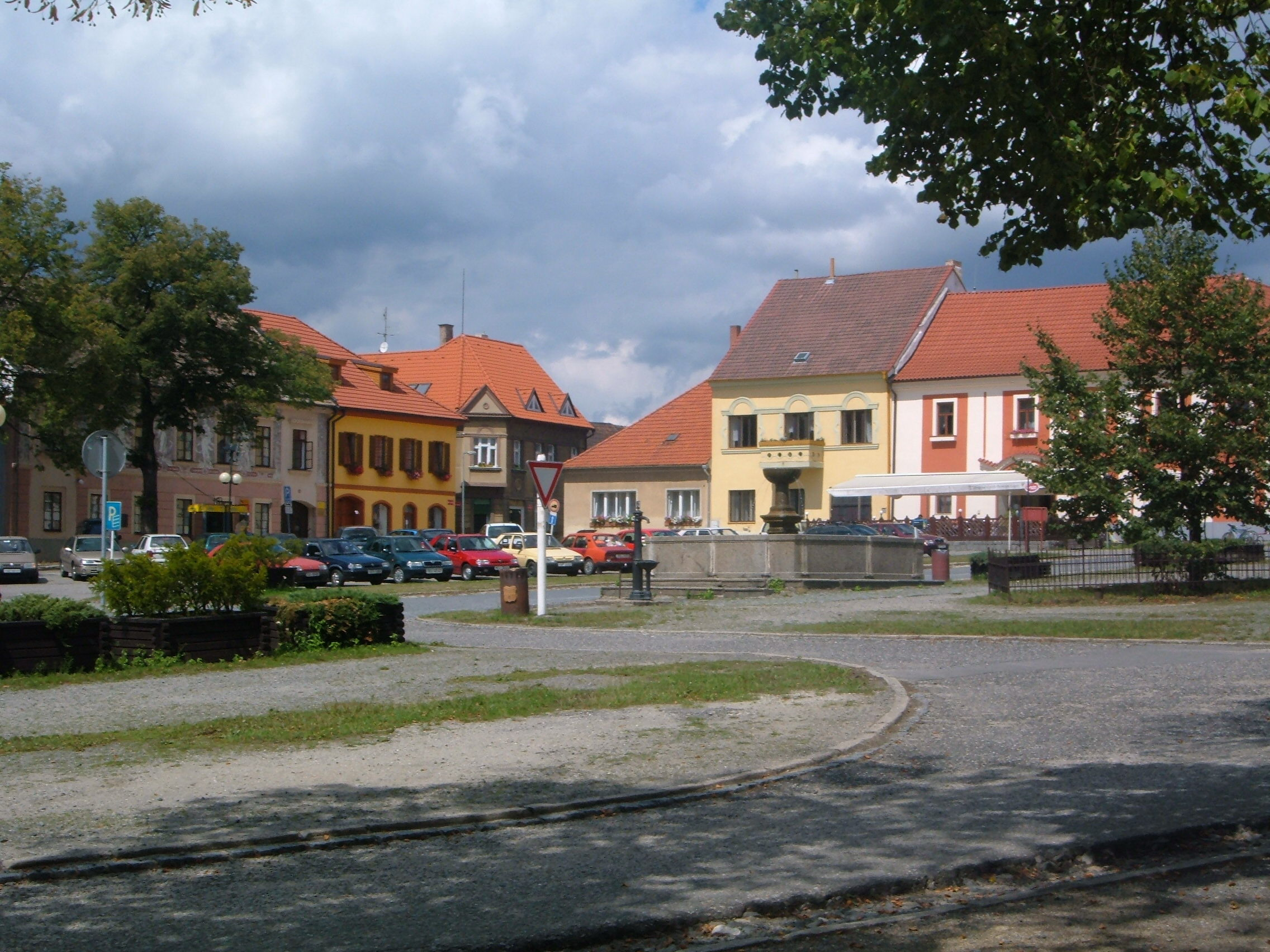
Площа в Бехинє
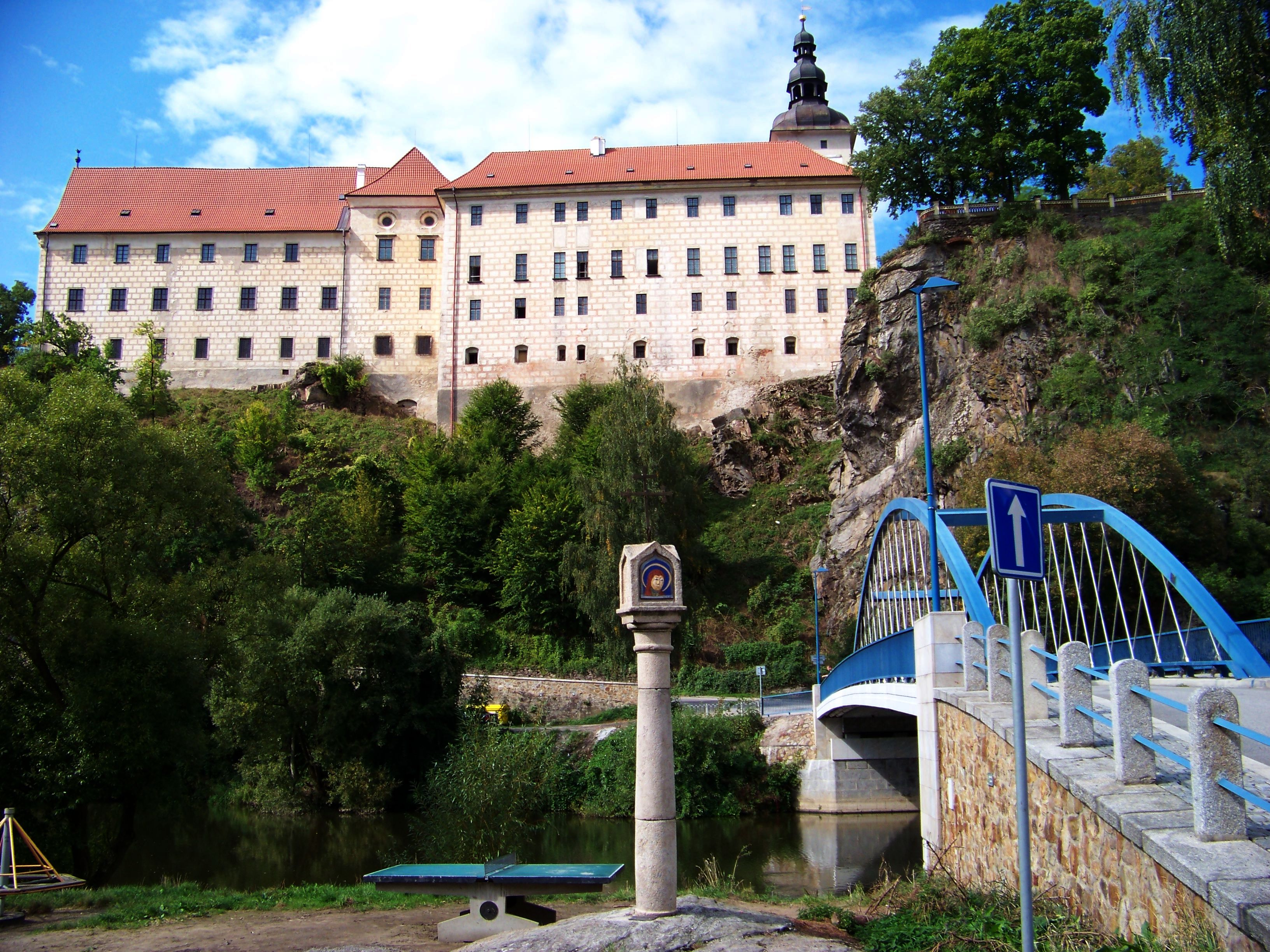
Замок і заріцький міст
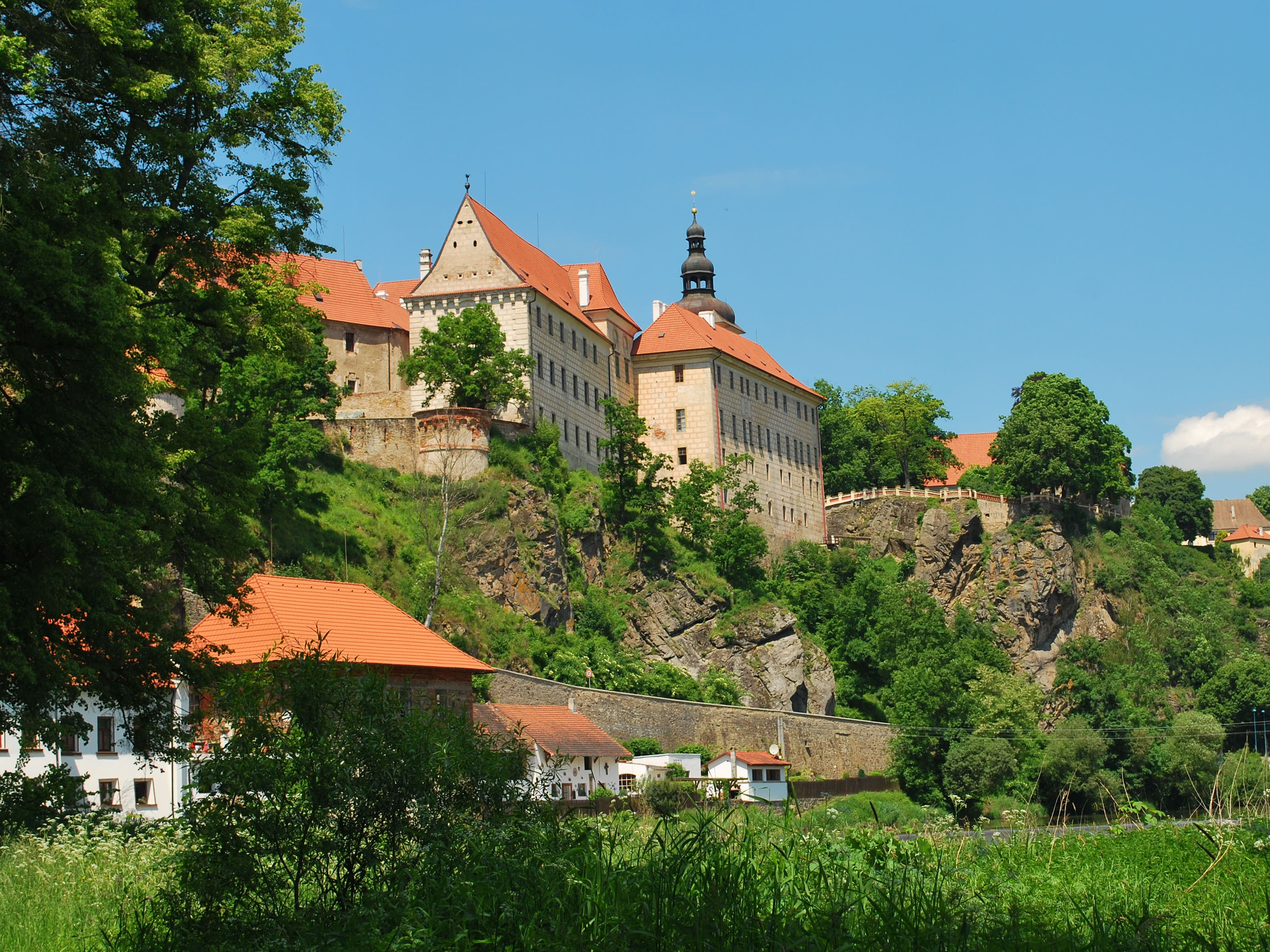
Замок
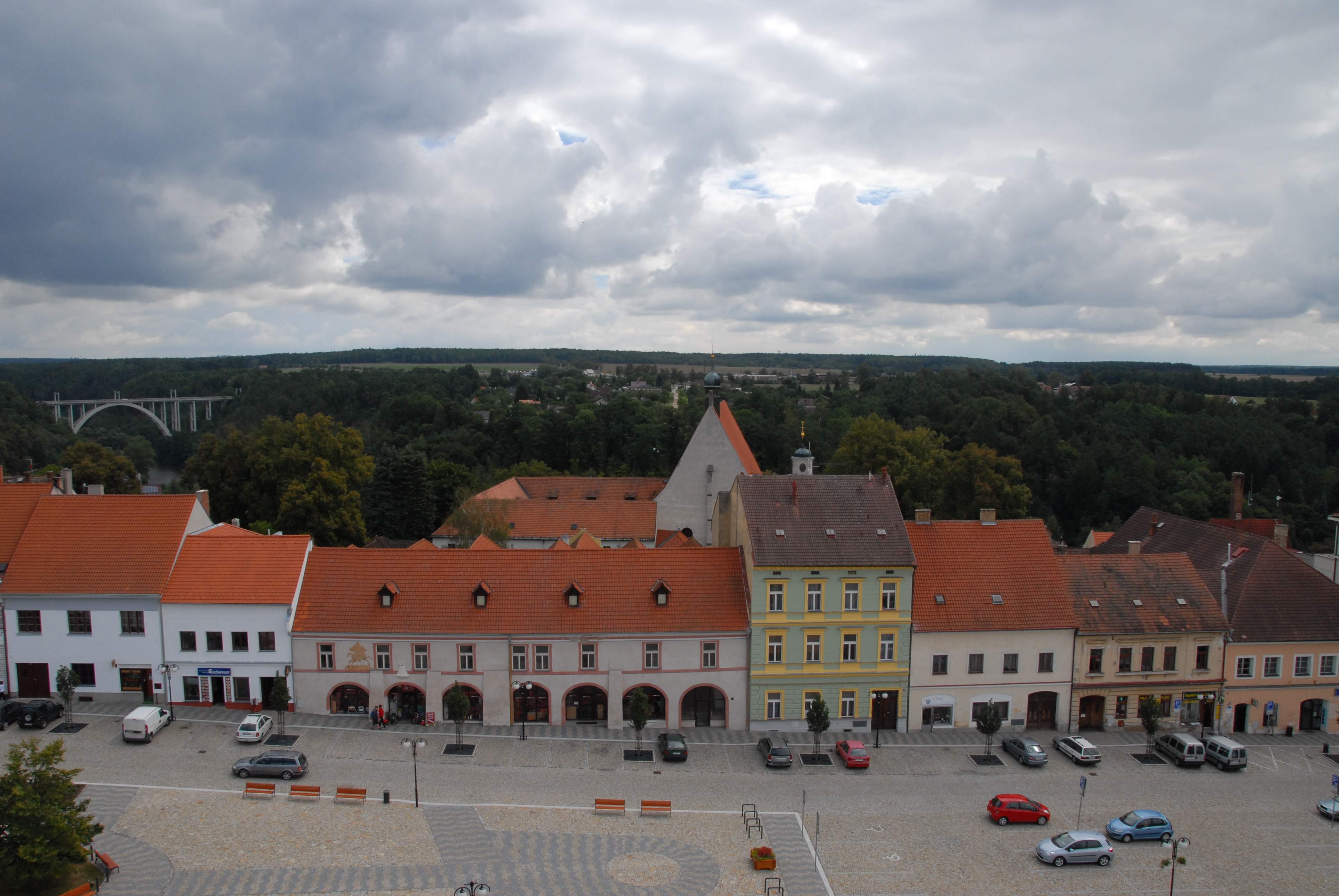
Центральна площа
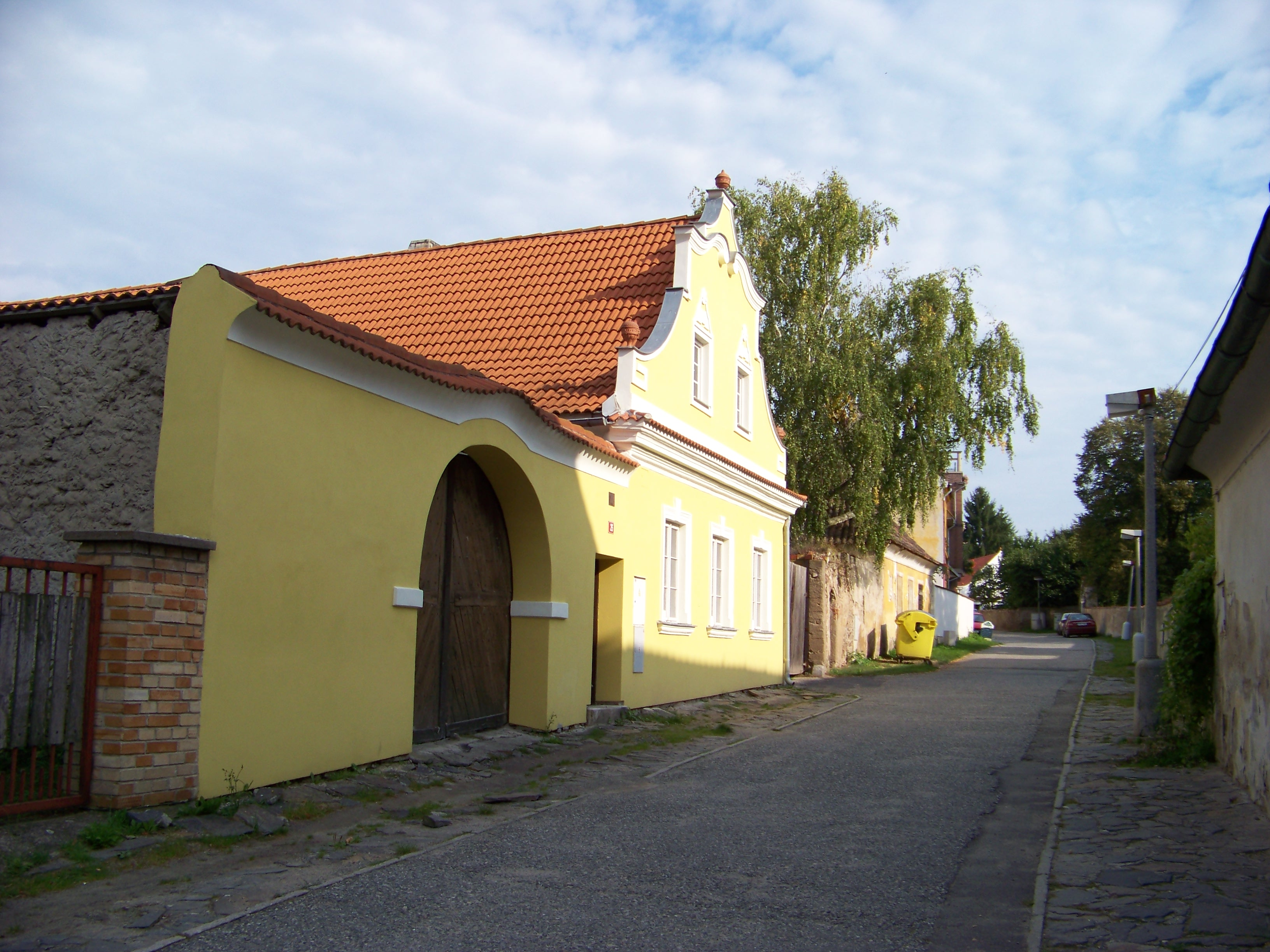
Монастирська вулиця
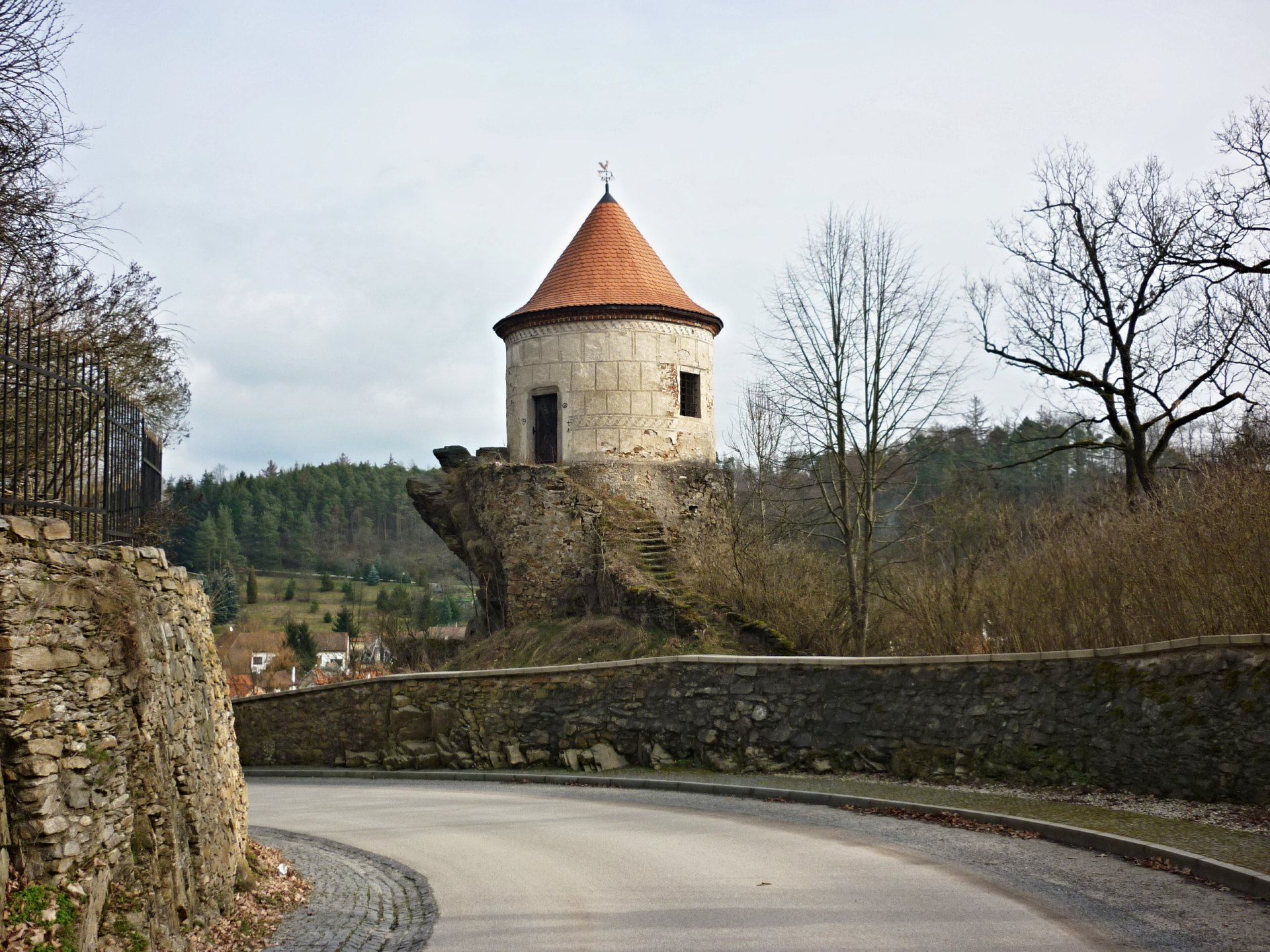
Хласка Когутек
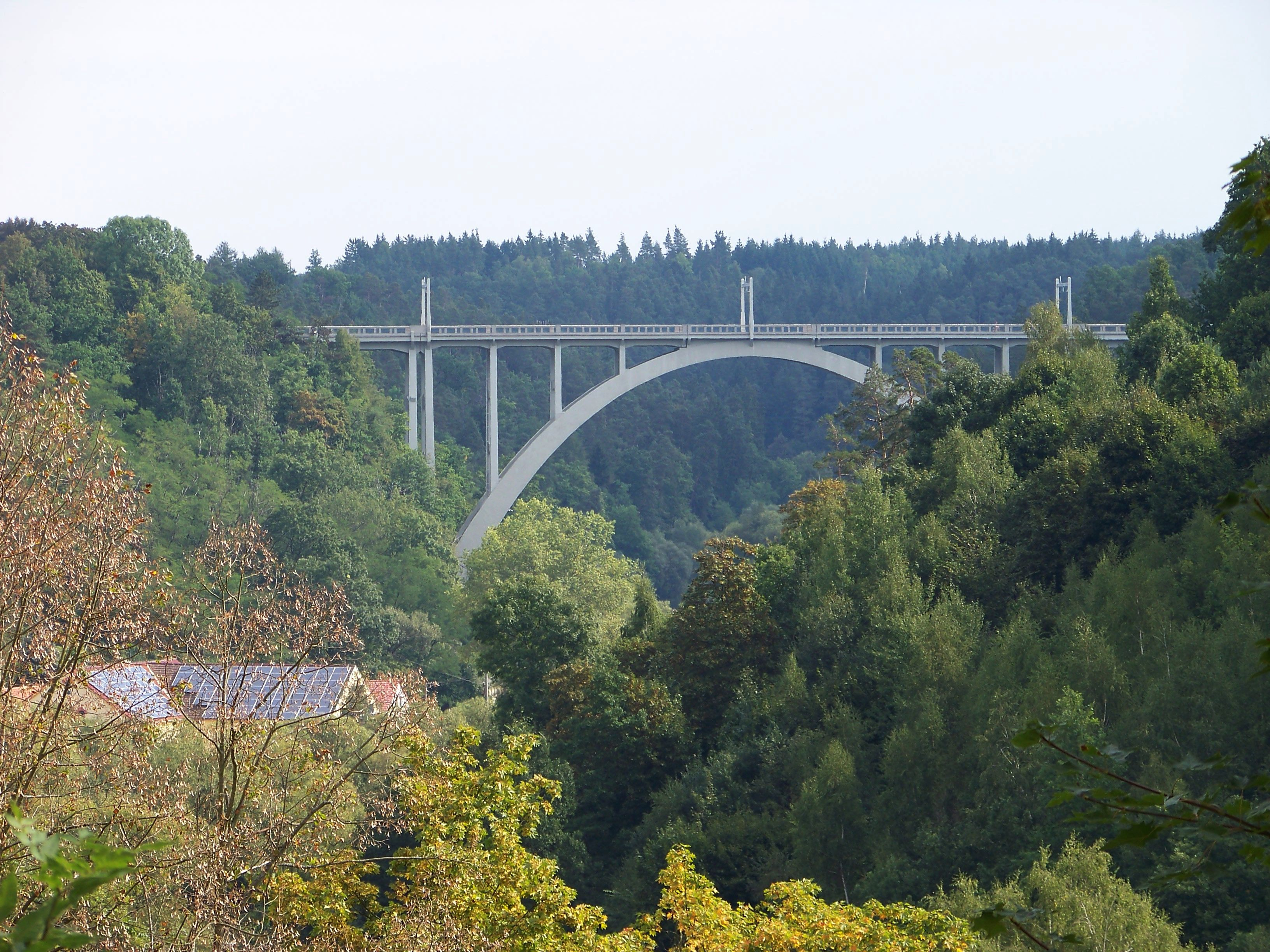
Міст Дуга

## Курорт
У 1728 в Бехинє відкрили лікувальні мінеральні джерела і торф'яно-залізисті лікувальні грязі, внаслідок чого був заснований курорт Лазні Бехинє. В наші дні це один з найпопулярніших курортів півдня Чехії. На знамениті грязі і лікувальні води сюди щороку приїжджають десятки тисяч людей.
Вважається, що лікувальні грязі Бехинє мають унікальну здатність зберігати і передавати тепло в 7 разів швидше від термальної мінеральної води. Ці грязі використовуються для лікування і реабілітації опорно-рухового апарату.

## Населення
| Рік  | Чисельність | Чисельність |
| ---- | ----------- | ----------- |
| 1869 | 2994        | [ 7 ]       |
| 1880 | 2816        | [ 7 ]       |
| 1890 | 2709        | [ 7 ]       |
| 1900 | 2714        | [ 7 ]       |
| 1910 | 2754        | [ 7 ]       |
| 1921 | 2725        | [ 7 ]       |
| 1930 | 2742        | [ 7 ]       |

| Рік  | Чисельність | Чисельність |
| ---- | ----------- | ----------- |
| 1950 | 2746        | [ 7 ]       |
| 1961 | 4818        | [ 7 ]       |
| 1970 | 5067        | [ 7 ]       |
| 1980 | 5689        | [ 7 ]       |
| 1991 | 6151        | [ 7 ]       |
| 2001 | 5931        | [ 7 ]       |
| 2011 | 5278        | [ 7 ]       |

| Рік  | Чисельність | Чисельність |
| ---- | ----------- | ----------- |
| 2014 | 5226        | [ 8 ]       |
| 2016 | 5154        | [ 9 ]       |
| 2017 | 5129        | [ 10 ]      |
| 2018 | 5125        | [ 11 ]      |
| 2019 | 5097        | [ 12 ]      |
| 2020 | 5016        | [ 13 ]      |
| 2021 | 4965        | [ 14 ]      |

| Рік  | Чисельність | Чисельність |
| ---- | ----------- | ----------- |
| 2021 | 4870        | [ 15 ]      |
| 2022 | 4876        | [ 16 ]      |
| 2023 | 4882        | [ 17 ]      |
| 2024 | 4838        | [ 18 ]      |
| 2025 | 4815        | [ 4 ]       |

| Рік  | Чисельність | Чисельність |
| ---- | ----------- | ----------- |
| 1869 | 2994        | [ 7 ]       |
| 1880 | 2816        | [ 7 ]       |
| 1890 | 2709        | [ 7 ]       |
| 1900 | 2714        | [ 7 ]       |
| 1910 | 2754        | [ 7 ]       |
| 1921 | 2725        | [ 7 ]       |
| 1930 | 2742        | [ 7 ]       |

| Рік  | Чисельність | Чисельність |
| ---- | ----------- | ----------- |
| 1950 | 2746        | [ 7 ]       |
| 1961 | 4818        | [ 7 ]       |
| 1970 | 5067        | [ 7 ]       |
| 1980 | 5689        | [ 7 ]       |
| 1991 | 6151        | [ 7 ]       |
| 2001 | 5931        | [ 7 ]       |
| 2011 | 5278        | [ 7 ]       |

| Рік  | Чисельність | Чисельність |
| ---- | ----------- | ----------- |
| 2014 | 5226        | [ 8 ]       |
| 2016 | 5154        | [ 9 ]       |
| 2017 | 5129        | [ 10 ]      |
| 2018 | 5125        | [ 11 ]      |
| 2019 | 5097        | [ 12 ]      |
| 2020 | 5016        | [ 13 ]      |
| 2021 | 4965        | [ 14 ]      |

| Рік  | Чисельність | Чисельність |
| ---- | ----------- | ----------- |
| 2021 | 4870        | [ 15 ]      |
| 2022 | 4876        | [ 16 ]      |
| 2023 | 4882        | [ 17 ]      |
| 2024 | 4838        | [ 18 ]      |
| 2025 | 4815        | [ 4 ]       |